# Projet Misola
Le projet Misola est un projet de santé publique, qui a pour objectif de contribuer à lutter contre la malnutrition dans les pays tropicaux en particulier africains, en lien avec les structures de santé des pays. Le projet Misola se concrétise par la fabrication d’une farine diététique infantile conçue pour préparer des bouillies amylasées de haute valeur protéino-énergétique. Actuellement, le projet Misola est actif au Burkina Faso, au Mali, au Niger, au Sénégal et au Bénin.

## La farine Misola
La farine Misola entre dans la catégorie des aliments de complément à l’allaitement maternel destinés à la prise en charge thérapeutique et préventive de la malnutrition infantile. Elle se compose de céréales cultivées localement (mil ou maïs, soja et arachide), de compléments minéraux, vitamines, calcium et amylase industrielle et préparées selon des procédés artisanaux.  Afin d'atteindre une valeur énergétique maximale, l'amylase incorporée à la farine permet d'avoir une bouillie fluide.
La composition de la farine MISOLA a évolué depuis sa création pour répondre aux normes des farines infantiles de l'OMS.

## Les acteurs du projet Misola
Le projet Misola s’appuie sur un réseau d’associations féminines locales qui développent des activités génératrices de revenus et constitue un projet de développement durable.
Le projet Misola est géré par l'Association Misola. Lorsqu’une Unité de Production Artisanale souhaite vendre de la farine sous le nom déposé Misola, elle doit signer une charte auprès de l’association Misola, propriétaire exclusive du nom.
Le projet Misola est soutenu par de nombreux partenaires du Nord, associations et collectivités locales qui viennent en appui aux associations du Sud. La farine Misola est mise à disposition des populations locales qui soit l'achètent, soit en bénéficient à travers des programmes humanitaires associatifs ou institutionnels (Programme alimentaire mondial, Médecins sans frontières, UNICEF, ESTHER,...). Il fait partie du Comité français pour la solidarité internationale.

## Historique du projet
Le Projet Misola est né en octobre 1982 en Haute-Volta, devenu Burkina Faso, de la collaboration entre la Direction Départementale de la Santé Publique de l'Est et de l'association Frères des Hommes, sous l'impulsion du Dr Jean-Marie Sawadogo et des Drs Claire et François Laurent,. L'association Frères des Hommes, le CREDES puis le CFDAM assureront jusqu'en 1995 le suivi du projet. Le Dr François Lebas qui avait rejoint le projet en 1983 créé en février 1995 à Calais l'association française Misola. En novembre 1995, la marque Misola est déposée par l'association à INPI et à l'OAPI. En 2008, le Dr Laurent est exclu de l'association Misola et crée le Projet Bamisa. Les deux projets sont totalement dissociés et indépendants.